# 伊那バス箕輪営業所

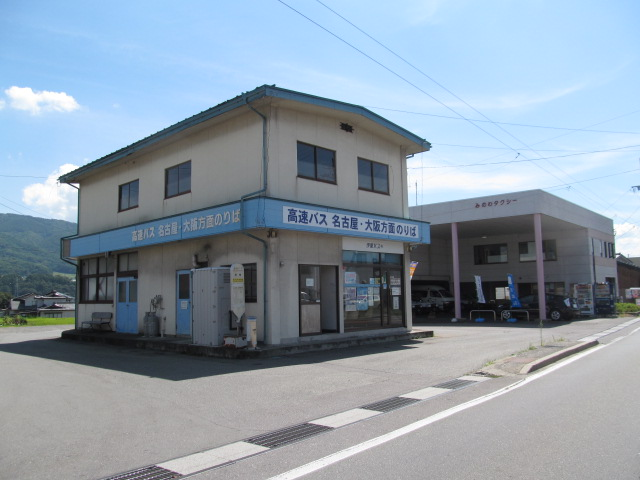
伊那バス箕輪営業所

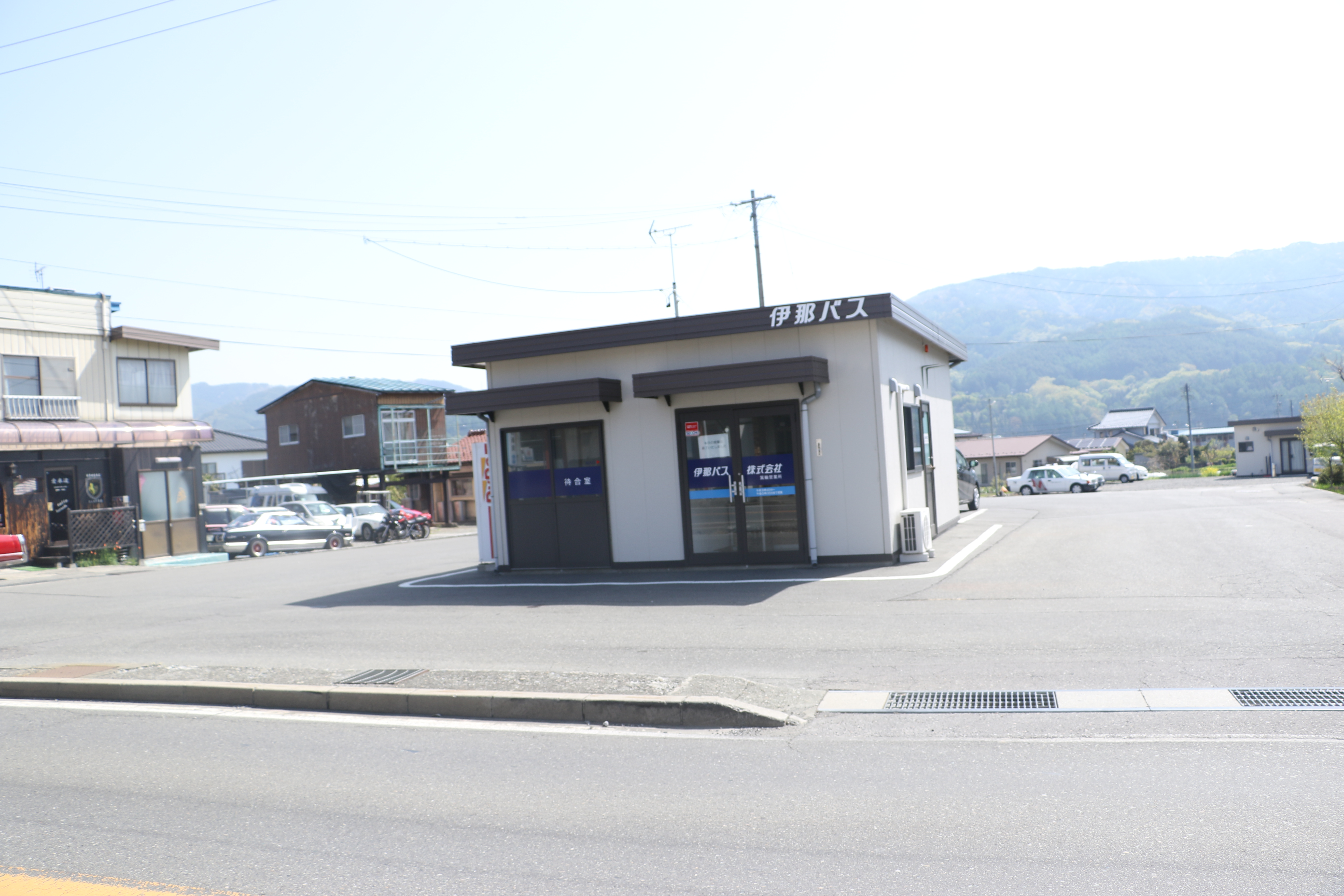
中央道高速バス箕輪バス停　（伊那バス箕輪営業所）のりば全体＜2018年4月撮影＞

伊那バス箕輪営業所（いなバスみのわえいぎょうしょ）は、長野県上伊那郡箕輪町にある伊那バスの営業所。

## 概要
- 昭和44年5月14日より、移転して営業開始[1]
- 車両は本社営業所が受け持っているため、当営業所所属車両は、受け持ち運行を行っていない
- 当営業所の2Fに乗務員休憩所箇所があり、名古屋線の名鉄バス乗務員（名古屋中央営業所が担当している）が折返し休憩待機所として利用している。[2]
- 発券所（回数券・路線バス定期券・高速バス乗車券発売）にSRS-80発券機がないため、手書き対応のため伊那バスターミナル予約センターへ電話して発券を行う。また、箕輪営業所の係員は、伊那バスターミナルの係員が交代で対応する。

### 高速バス
- 箕輪・伊那市・駒ヶ根市⇔名古屋（名鉄バスセンター）（名鉄バス・信南交通と共同運行）
- アルペン伊那号（信南交通・阪急バスと共同運行）[3]
  - 箕輪 - 箕輪町役場入口 - 伊北IC前 - 中央道箕輪 - 伊那IC前 - 伊那バスターミナル[4][5] - 沢渡 - 宮田 - 駒ヶ根バスターミナル[5][6] - 駒ヶ根IC - 飯島 - 松川 - 高森 - 上飯田 -伊賀良[7]- 駒場 ⇔ 京都深草 - 高速長岡京 - 名神高槻  - 千里ニュータウン - 新大阪 - 大阪（阪急梅田駅） - USJ

なお、 名神茨木は、廃止となった。
2013年12月21日に、名神大山崎が廃止となり高速長岡京が新設された。
両路線とも伊那市止まりで運行していたが、1991年（平成3年）4月4日に箕輪町まで延長された。

## 乗り入れ会社・路線

### 高速バス
- 信南交通 箕輪・伊那市・駒ヶ根市⇔名古屋（名鉄バスセンター）
- 阪急バス アルペン伊那号
- 名鉄バス 箕輪・伊那市・駒ヶ根市⇔名古屋（名鉄バスセンター）

### 路線バス
基本的に前扉前降り方式を採用している。

#### 発着
- 箕輪町地区循環バス みのちゃん号（委託）[10]
- 伊那本線

### 廃止
- 高速バス 中部国際空港線[11][12]
- 路線バス 伊那本線[13]

## 注記
1. ↑  伊那バス沿革歴史 昭和44年 5月14日松島営業所は松島南町に新築移転し、落成式を行なった。
2. ↑  現在は建て替えを行ったため、2F事務所は廃止されている。画像はもっていないため 求む
3. 1 2  伊那バス沿革歴史 平成元年12月22日大阪線運行開始 平成3年4月4日 伊那〜大阪線 伊那〜名古屋線を共に箕輪町まで新潟陸運局に延長申請
4. ↑  2017年12月7日、「伊那市」から変更。
5. 1 2  【新宿線 名古屋線 大阪線】伊那バスターミナルの新築に伴う停留所の移動と名称変更について
6. ↑  2017年12月7日、「駒ヶ根市」から変更。
7. ↑  伊那バス大阪線改正について、伊賀良バス停追加
8. ↑  信南交通高速バス 大阪線変更のお知らせ、名神茨木バス停廃止
9. ↑  阪急バス 高速長岡京 新設について 2013年11月22日発表
10. ↑  箕輪町役場 みのちゃんバスについて
11. ↑  “中部国際空港⇔伊那・箕輪線廃止”.   伊那バス. 2012年1月20日時点のオリジナルよりアーカイブ。2012年1月23日閲覧。
12. ↑  伊那バス 伊那タクシー運行 中部国際空港 乗り合いタクシーについて
13. ↑  伊那バス伊那本線廃止について（いなまいドットコム）

座標: 北緯35度54分28.4秒 東経137度59分08.5秒 / 北緯35.907889度 東経137.985694度